# Diploglossus microlepis
Diploglossus microlepis là một loài thằn lằn trong họ Anguidae. Loài này được Gray mô tả khoa học đầu tiên năm 1831.